# Умм-Салаль (футбольный клуб)
«Умм-Салаль» (араб. نادي أم صلال الرياضي‎) — катарский футбольный клуб, выступающий в Старс-лиге. Ранее назывался «Аль-Тадамун». Основан в 1979 году. Домашние матчи проводит на стадионе «Тани бин Яссим», вмещающем 25 000 зрителей. Также знаменит тем, что является первым катарским клубом, пробившимся в Лигу чемпионов АФК.

## История
Клуб был основан в 1979 году под названием «Аль-Тадамун» и преобразован в 1996. В своем втором сезоне «соколы Барзана» выиграли Вторую лигу Катара, а в 2000 и 2006 годах повторили это достижение. В 2004 году по приказу Олимпийского комитета Катара название клуба было изменено на «Умм-Салаль».
«Умм-Салаль» вышел в Q-лигу в сезоне 2006/07. После этого они пока что не вылетали из этого, обычно финишируя на третьем месте. В 2008 году клуб квалифицировался в Лигу чемпионов АФК, победив ещё один катарский клуб «Аль-Гарафа» по пенальти (4-1). В том турнире они дошли до 1/2 финала.

## Достижения
- Кубок эмира Катара
  - Обладатель (1): 2008
- Кубок шейха Яссима
  - Обладатель (1): 2009
- Вторая лига Катара
  - Чемпион (3): 1998, 2000, 2006
- Лига чемпионов АФК: Полуфинал 2009

| # | Клуб                   | 1   | 2   | 3   | 4   | И | В | Н | П | М      | Очки |
| - | ---------------------- | --- | --- | --- | --- | - | - | - | - | ------ | ---- |
| 1 | Аль-Иттихад (Джидда)   | ~   | 7:0 | 1:1 | 2:1 | 6 | 3 | 3 | 0 | 14 - 4 | 12   |
| 2 | Умм-Салаль             | 1:3 | ~   | 2:2 | 1:0 | 6 | 2 | 2 | 2 | 6 - 13 | 8    |
| 3 | Аль-Джазира (Абу-Даби) | 0:0 | 0:1 | ~   | 2:2 | 6 | 0 | 5 | 1 | 6 - 7  | 5    |
| 4 | Эстегляль (Тегеран)    | 1:1 | 1:1 | 1:1 | ~   | 6 | 0 | 4 | 2 | 6 - 8  | 4    |

Плей-офф:
1/8 финала:  Аль-Хиляль 0:0(п. 3:4)   Умм-Салаль
1/4 финала:  Умм-Салаль 4:3 (3:2 / 1:1)  Сеул
1/2 финала:  Пхохан Стилерс 4:1 (2:0 / 2:1) 

### Логотип

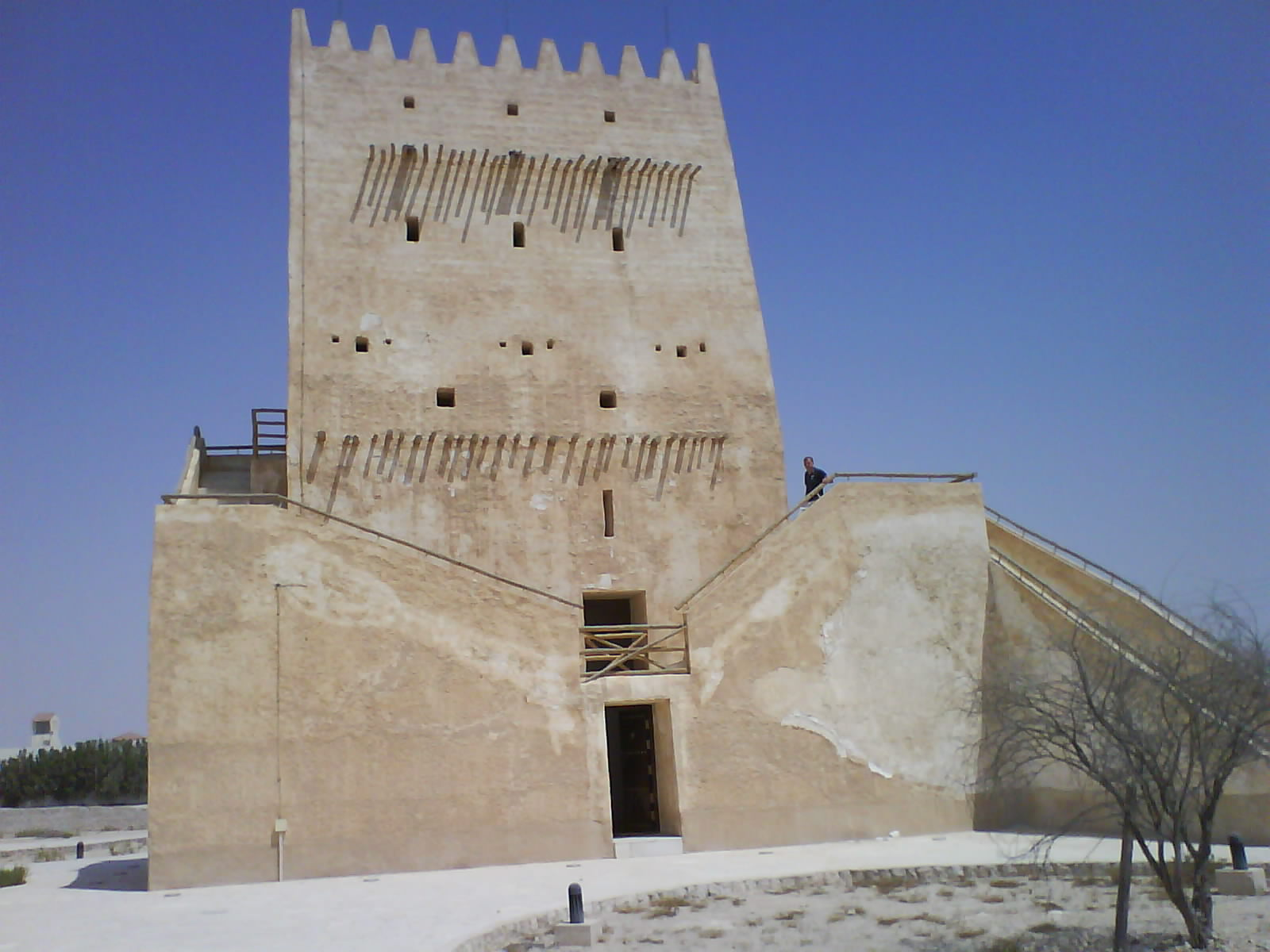
Одна из башен форта Умм-Салаль Мохаммед изображенная на логотипе одноименного футбольного клуба

## Символика

### Клубные Цвета
| Черный | Оранжевый |

### Экипировка
| Период      | Производитель | Спонсор |
| ----------- | ------------- | ------- |
| 2006 - 2008 | Nike          | RasGas  |
| 2008        | Jako          | -       |
| 2008 - 2011 | Nike          | RasGas  |
| 2011 - 2013 | Nike          | MSC–Q   |
| 2013 -      | Nike          | -       |

## Стадион
Фундамент стадиона Тани бин Яссим был заложен в 2001 году. Строительство длилось с 2001 по 2002 год. В 2003 году произошло открытие стадиона. В 2020 году была проведена реновация. Тани бин Яссим вмещает в себя 25 000 человек. Стадион Тани бин Яссим является домашним стадионом Умм-Салаль и Аль-Гарафа (Доха)

## Текущий состав
| №  |              | Поз. | Имя              | Год рождения |
| -- | ------------ | ---- | ---------------- | ------------ |
| 1  | Флаг Катара  | Вр   | Эмад аль-Шаммари | 1980         |
| 4  | Флаг Катара  | Защ  | Юнес Якуб        | 1986         |
| 11 | Флаг Франции | Нап  | Жереми Альядьер  | 1983         |
| 14 | Флаг Катара  | ПЗ   | Мохаммед Яссир   | 1982         |
| 16 | Флаг Катара  | Нап  | Махир Бакур      | 1988         |

| №  |             | Поз. | Имя            | Год рождения |
| -- | ----------- | ---- | -------------- | ------------ |
| 17 | Флаг Турции | Нап  | Тунджай Шанлы  | 1982         |
| 19 | Флаг Катара | Защ  | Муджиб Хамид   | 1981         |
| 23 | Флаг Катара | Вр   | Мохаммед Эньяс | 1982         |
| 81 | Флаг Катара | Защ  | Мустафа Мидо   | 1981         |
|    | Флаг Катара | Защ  | Мустафа Джафар | 1981         |

## Тренерский штаб
- Главный тренер:  Весам Ризик
- Помощник гл. тренера:  Мигель Коули

## Известные игроки
- Саша Огненовский
- Мурад Мегни
- Исмаэль Бангура
- Бассим Аббас
- Габри
- Марио Мельхиот